# NGC 7619
NGC 7619 је елиптична галаксија у сазвежђу Пегаз која се налази на NGC листи објеката дубоког неба.
Деклинација објекта је + 8° 12' 25" а ректасцензија 23h 20m 14,6s. Привидна величина (магнитуда) објекта NGC 7619 износи 11,1 а фотографска магнитуда 12,1. Налази се на удаљености од 52,601 милиона парсека од Сунца. NGC 7619 је још познат и под ознакама UGC 12523, MCG 1-59-52, CGCG 406-73, PGC 71121.